# Garudimimus brevipes
Il garudimimo (Garudimimus brevipes) è un dinosauro onnivoro appartenente agli ornitomimosauri, o dinosauri struzzo. Visse all'inizio del Cretaceo superiore (Santoniano, circa 85 milioni di anni fa) e i suoi resti fossili sono stati ritrovati in Asia (Mongolia). È considerato un dinosauro struzzo primitivo.

## Descrizione

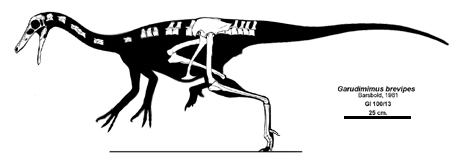
Elementi scheletrici noti

Questo dinosauro è conosciuto per un singolo esemplare incompleto rinvenuto nella formazione di Bayn Shireh, sufficiente però a ricostruire l'animale: rispetto alla maggior parte degli ornitomimosauri, Garudimimus possedeva zampe posteriori un po' più corte, piedi più pesanti e con una condizione arctometatarsale (i due metatarsi laterali schiacciano quello centrale) non completamente sviluppata. Nel bacino, gli ilii erano più corti rispetto a quelli degli altri ornitomimosauri, ad indicare una minor muscolatura delle zampe posteriori. Il piede, infine, possedeva un abbozzo di primo dito, scomparso poi nelle forme successive. Il cranio terminava in un muso maggiormente arrotondato e occhi più grandi. All'epoca della sua descrizione, nel 1981, gli studiosi riscontrarono che il cranio era dotato di una piccola cresta proprio al di sopra degli occhi: successivi studi (Kobayashi e Barsbold, 2005) hanno determinato che questa interpretazione del fossile era dovuta a un osso spostatosi durante il processo di fossilizzazione.

## Classificazione
Garudimimus è stato descritto per la prima volta nel 1981 da Rinchen Barsbold, che riconobbe questo animale come un membro primitivo del gruppo degli ornitomimosauri. Le caratteristiche generali del gruppo erano difatti presenti nel nuovo esemplare, ma alcuni tratti denotavano una natura più primitiva. Per questo animale venne creata una famiglia a parte, i Garudimimidae, nella quale venne poi incluso anche Harpymimus, sempre della Mongolia ma vissuto molti milioni di anni prima. Successivamente queste due forme sono state separate: Harpymimus è considerato un ornitomimosauro molto primitivo, mentre Garudimimus sembrerebbe essere stato più evoluto ed è ritenuto ancestrale ai veri ornitomimidi.

## Significato del nome
Il nome generico Garudimimus significa "imitatore di Garuḍa", con riferimento a un uccello della mitologia induista, mentre l'epiteto specifico, brevipes, deriva dal latino e significa "dai piedi corti", con riferimento alle caratteristiche primitive della zampa posteriore di questo animale.